# Касарна
Касарна је војни или полицијски систем зграда, у којем су смештени војници или војни полицајци. Унутар касарне се налазе просторије за спавање, санитарни чвор, те кухиња и просторије за официре. Прве касарне постоје још из доба Римскога царства.
Главни циљ касарни је одвајање војника од цивилног становништва и јачање дисциплине, обуке и духа корпуса. Називане су „фабрикама дисциплине за војнике“. Попут индустријских фабрика, неке се сматрају лошим или досадним зградама, иако су друге познате по својој величанственој архитектури, као што су касарне Колинс у Даблину и друге у Паризу, Берлину, Мадриду, Бечу или Лондону. Од грубих касарни регрутских војски из 19. века, препуних подметања и болести и једва разликованих од обора за стоку у којима су биле смештене вучне животиње, до чистих и интернет повезаних касарни модерних добровољачких војски, реч може имати различите конотација.

## Историја
Ране касарне попут оних римске преторијанске гарде изграђене су за одржавање елитних снага. Постоји низ остатака касарни римске војске у пограничним тврђавама као што су Верковицијум и Виндоланда. Из ових и из савремених римских извора може се видети да су основе живота у војном логору остале непромењене хиљадама година. У раном модерном периоду, они су чинили део Војне револуције за коју научници верују да је пресудно допринела формирању националне државе повећањем трошкова одржавања сталних армија. Велике, сталне касарне су развиле у 18. веку две доминантне државе тог периода, Француска „caserne“ и Шпанија „cuartel“. Енглески израз 'barrack', с друге стране, потиче од шпанске речи за привремено склониште које су подигли војници у кампањи, barraca; (због бојазни да би стајаћа војска у касарнама представљала претњу по устав, касарне су грађене у Великој Британији углавном тек 1790. године, уочи Наполеонових ратова).

## Широм света

### Канада
Касарне су коришћене за смештај трупа у тврђавама током периода Горње Канаде. Уочи и током рата 1812. године, потгувернер Џон Грејвс Симко и генерал-мајор Исак Брок су надгледали изградњу Форт Јорка на обали језера Онтарио у данашњем Торонту. Данас на том месту постоји неколико преживелих касарни британске војске изграђених између 1814. и 1815. године. Више барака од кречњака изграђено је пола миље западно од Форт Јорка 1840. године, од којих је само једна преживела. Британска војска предала је „Њу Форт Јорк“, како је названа друга тврђава, Канадској милицији 1870. године након Конфедерације.

### Русија
Све до краја 18. века особље Царске руске армије смештано је у домове цивила или је смештано у сеоске квартове. Прве касарне подигнуте су за време цара Павла I. У ове сврхе, Павле I је успоставио једнократни порез на земљу на основу количине земље у власништву грађана. Овај порез није био обавезан, али је лице које га је платило било трајно ослобођено удомљавања војске.
| „                                                                                            | Он је сматрао несумњиво штетним за борбени развој војника не само стално учешће у кућном животу цивила, узроковано билетским системом, већ је Павле сматрао да чак и смештај у слободама, који не одсеца војника од кућне бриге и кућних послова, није погодно за формирање праве борбене војске. Цар Павле је схватио да организација војних смештаја има свој задатак не само да обезбеди војнику дом, већ и да га прилагоди сврси и условима живота војника. Само барачка кохабитација, концентрисана у мање или више значајним масама, Павлу се чинила јединим сврсисходним приступом за развој и одржавање војничког духа и дисциплине, за проучавање личности и квалитета војника, за погодност обуке и војних вежби. Касарна није само дом војника, већ и школа у којој се он одгаја. Ову идеју је Павле у потпуности схватио, а изградња касарни за војску свуда је постала његов главни циљ, у чије је постизање уложио сву своју снагу, сву своју енергију. | ” |
| — Николај Љапидевски, Историја касарнског смештаја трупа у Русији (Инжењерски часопис, 1882) | |   |

Од краја 1882. године, новац прикупљен за ослобађање од билета преношен је војном министарству. То је омогућило да се убрза изградња касарни за војску. До 1. јануара 1900. године изграђено је 19015 касарни у које је било смештено 94% трупа.

### Велика Британија
У 17. и 18. веку постојала је забринутост око идеје о стајаћој војсци смештеној у касарнама; уместо тога, закон је предвиђао да се трупе редовно смештају у мале групе у гостионицама и другим локацијама. (Забринутости су биле различите: политичке, идеолошке и уставне, изазване сећањима на Кромвелов нови модел армије и на употребу трупа у време владавине Џејмса II за застрашивање области цивилног друштва. Штавише, велике градске касарне су биле повезане са апсолутистичким монархијама, где су могли да се сматрају симболом моћи која се одржава војном моћи; и постојала је стална сумња да би окупљање војника у касарнама могло подстаћи побуну.)
Ипак, у то време у Британији су изграђени неки „војнички конаци“, обично причвршћени за обалска утврђења или краљевске палате. Прва забележена употреба речи 'касарна' у овом контексту била је за Ирску касарну, саграђену у кругу Лондонског торња 1669. У Оружачкој канцеларији (одговорној за изградњу и одржавање касарни) Бернард де Гом је играо кључну улогу у развоју 'домаћег' стила дизајна касарни у другој половини 17. века: обезбедио је блокове барака за локације као што су Цитадела Плимут и Форт Тилбури, свака са редовима квадратних соба распоређених у паровима на два спрата, где је смештена компанија од шездесетак мушкараца, четири у собу, два по кревету. Обезбеђен је био стандардни намештај, а свака соба је имала решетку за грејање и кување.
У Енглеској је овај домаћи стил наставио да се користи све до прве половине осамнаестог века; већина нових касарни овог периода била је мање-више скривена у оквиру средњовековних замкова и хенрицијанских утврђења. У Шкотској је, међутим, коришћен демонстративнији стил након Јакобитског устанка 1715. (као у касарни Ратвен) и 1745. (као што се види у монументалној тврђави Форт Џорџ). Овај храбрији приступ постепено је почео да се усваја јужно од границе током осамнаестог века (почевши од оближњег Бервика, 1717). У то време било је много зграда у Краљевским бродоградилиштима и око њих: током Седмогодишњег рата, страхови од копненог напада довели су до изградње одбрамбених „линија“ око градова бродоградилишта, а унутар њих су успостављене пешадијске касарне (нпр. у Четаму, Горња и Доња касарна, 1756, и Плимут, шест одбранљивих четвртастих барака, 1758–63). Новоконституисаним краљевским маринцима је такође обезбеђен смештај у близини бродоградилишта (нпр. Стоунхаус бараке, 1779.) поставши први корпус у Британији коме је у потпуности обезбеђен сопствени смештај. Велике градске касарне су ипак биле реткост. У Лондону је било доста смештаја у касарнама, али већина је била у кругу разних краљевских палата (као код Коњске гарде, 1753). Истакнута Краљевска артиљеријска касарна у Вуличу (1776) била је један изузетак (али значајно је да је артиљерија била под командом Одбора за наоружање, а не војске).
Међутим, након Француске револуције ствари су се промениле. Величина војске је порасла са 40.000 на 225.000 између 1790. и 1814. (са милицијом која је додала још 100.000). Смештај у касарни је тада био обезбеђен за свега 20.000. Да би се решила ситуација, одговорност за изградњу касарни је 1792. пренета са Одбора за наоружање на специјализовано одељење за касарне које је надгледала Ратна канцеларија. У циљу суочавања са побунама, а можда и сузбијања мисли о револуцији, 1790-их је изграђено неколико великих касарни за коњицу: прво у Најтсбриџу (близу краљевских палата), затим у неколико провинцијских градова: Бирмингему, Ковентрију, Манчестеру, Норвичу, Нотингему и Шефилду (као и касарна Хаунслоу западно од Лондона). Отприлике у то време основано је неколико мањих коњичких и артиљеријских касарни, али је врло мало изграђено за пешадију; уместо тога, постављено је неколико великих кампова (са дрвеним колибама), укључујући Челмсфорд, Колчестер и Сандерленд, као и на разним локацијама дуж јужне обале. Именовани су шефови касарни, један од њих је био капетан Џорџ Менби у Краљевској касарни у Великом Јармуту. Случајно је његов отац, капетан Метју Менби, био управник касарне у Лимерику.